# Западни савезници
Западни савезници су били политичка и географска групација међу савезничким силама Другог свјетског рата. Првенствено се односило на водеће англо-америчке савезничке силе, тј. Сједињене Државе и Уједињено Краљевство, иако се термин користио и шире, обухватајући мање савезничке силе из Британске империје (нарочито Канаду, Аустралију и Нови Зеланд), као и Француску и друге западноевропске земље.
Концепт западних савезника се обично користи да означи главне разлике између западних, демократских савезника и комунистичког Совјетског Савеза. Сарадња између појединих западних савезника (као што је размјена војно-обавјештајних података) била је много интензивнија него између западних савезника и Совјетског Савеза. Та сарадња је постала значајнија у каснијим етапа рата (нпр. Техеранска конференција). Ипак, тензије су и даље биле високе, а западни савезници и Совјетски Савез су се сматрали међусобном пријетњом и правили планове за непредвидљиве ситуације у случају рата (нпр. операција Незамисливо, план Тоталити; те тензије су се развиле у Хладни рат који је трајао деценијама послије завршетка Другог свјетског рата.
За разлику од ширег концепта „савезника” или „савезничких сила”, земље источно од Њемачке, као што су земље средње и источне Европе, Пољска, Чехословачка, Југославија, као и Совјетски Савез и Кина, нису укључене у концепт „западних савезника”, иако су се неке (нпр. пољске и чехословачке оружане снаге) бориле заједно са западним савезницима.